# Ubaldo Barém
Ubaldo Barém (Ponta Porã, 16 de maio de 1931 – Brasília, 2 de novembro de 1992) foi um advogado, promotor de justiça, procurador de justiça e político brasileiro que foi deputado federal por Mato Grosso e Mato Grosso do Sul.

## Dados biográficos
Filho de Osmar Javari Barém e de Teresa Jovê Barém. Advogado formado em Direito na Sociedade Unificada de Ensino Superior e Cultura do Rio de Janeiro em 1957, foi promotor de justiça na cidade de Bela Vista em 1961 e em 1962 foi eleito deputado estadual pela UDN e reeleito em 1966 pela ARENA, chegando a vice-líder de bancada e à líder do governo Pedro Pedrossian.
Eleito deputado federal por Mato Grosso em 1970 e 1974 e reeleito por Mato Grosso do Sul em 1978, aguardou o fim do bipartidarismo e filiou-se ao PDS. Reeleito em 1982, votou contra a Emenda Dante de Oliveira em 1984 e em Paulo Maluf no Colégio Eleitoral em 1985, não concorrendo à reeleição no ano seguinte, encerrando assim a carreira política.